# Kenneth Kitchen
Kenneth Anderson Kitchen (Aberdeen, 1º gennaio 1932 – Aberdeen, 6 febbraio 2025) è stato un egittologo britannico.

## Biografia
Professore emerito di egittologia presso l'Università di Liverpool, Kitchen fu autore di oltre 250 pubblicazioni. Era specializzato in modo particolare nella storia del Terzo periodo intermedio; la sua opera The Third Intermediate Period in Egypt (1100–650 BC) è considerata dagli storici come la più completa trattazione riguardante tale periodo. Fu descritto dal quotidiano londinese The Times come "l'architetto della cronologia egiziana".

Divenne noto anche per la sua difesa della storicità e dell'attendibilità dei libri storici dell'Antico Testamento (argomento trattato in On the Reliability of the Old Testament), una posizione di contrasto con il consenso di diversi esponenti del mondo accademico che considerano tali libri di natura principalmente teologica.

## Opere principali
- 2003. On the Reliability of the Old Testament. Grand Rapids and Cambridge: William B. Eerdmans Publishing Company. ISBN 0-8028-4960-1
- 1999. Poetry of Ancient Egypt. Jonsered: P. Aströms förlag.
- 1996. The Third Intermediate Period in Egypt (1100–650 BC). 3rd ed. Warminster: Aris & Phillips Limited
- 1994. Documentation for Ancient Arabia. Part 1: Chronological Framework and Historical Sources. The World of Ancient Arabia 1. Liverpool: Liverpool University Press
- 1982. Pharaoh Triumphant: The Life and Times of Ramesses II, King of Egypt. Monumenta Hannah Sheen Dedicata 2. Mississauga: Benben Publications.
- 1977. The Bible In Its World . Exeter: Paternoster. Downers Grove: InterVarsity Press 1978.
- 1969–1990. Ramesside Inscriptions: Historical and Biographical. 8 Vols. Oxford: B. H. Blackwell Ltd.
- 1966. Ancient Orient and Old Testament . London: Tyndale Press. Chicago: InterVarsity Press.
- 1962. Suppiluliuma and the Amarna Pharaohs; a study in relative chronology, Liverpool University Press.